# Lewis T. Preston
Lewis Thompson Preston (* 5. August 1926 in New York; † 4. Mai 1995 in Washington, D.C.) war ein US-amerikanischer Banker. Er war 1980–1989 CEO von JP Morgan und von 1991 bis zu seinem Tod Präsident der Weltbank.
Preston nahm als Soldat des Marine Corps am Pazifikkrieg teil. Er schloss 1951 ein Studium der Geschichtswissenschaften in Harvard erfolgreich ab. Nach dem Abschluss arbeitete er bei JP Morgan, 1966 wurde er Leiter des Londoner Büros der Bank, 1968 Vizepräsident, 1980 CEO der Bank.
1991 wurde Preston zum Präsidenten der Weltbank gewählt; aus gesundheitlichen Gründen musste er aber mehrfach die Geschäfte von Stellvertretern führen lassen, so 1993 nach einem Herzinfarkt und die letzten Monate vor seinem Tod.
1992 wurde Preston in die American Academy of Arts and Sciences gewählt.